# El Mogote (México)
El Mogote es una península de barrera arenosa ubicada frente a la ciudad de La Paz en Baja California Sur, México. Forma la costa norte de la Bahía de La Paz y se caracteriza por su paisaje árido, con extensas dunas en su parte más estrecha. En su costa sur, se encuentran grupos de manglares,un ecosistema clave para aves locales y migratorias, así como para diversas especies marinas. Estos manglares están protegidos bajo la Convención de Ramsar debido a su importancia ecológica.

## Importancia biológica, ecológica y sociocultural de El Mogote en La Paz
Los manglares de El Mogote son ecosistemas de alta productividad y biodiversidad. Sirven como áreas de anidación, alimentación y refugio para numerosas especies de aves migratorias y residentes, incluyendo el gallito marino menor (Sternula antillarum), catalogado bajo protección especial según la Norma Oficial Mexicana NOM-059-SEMARNAT-2001. Además, estos manglares actúan como viveros para diversas especies marinas de importancia económica y ecológica, como moluscos, crustáceos y peces. La vegetación de manglar también contribuye a la protección costera, mitigando el impacto de huracanes y previniendo la erosión.
Históricamente, El Mogote ha sido fundamental para las comunidades locales, especialmente para los pescadores de la región. Los recursos naturales y servicios ecosistémicos que ofrece han sustentado actividades tradicionales como la pesca y la recolección de mariscos. 
Sin embargo, el desarrollo turístico en la zona ha generado tensiones entre el progreso económico y la conservación ambiental. Proyectos como Paraíso del Mar han sido objeto de controversia debido a su impacto en el entorno natural y en las comunidades locales. A pesar de estos desafíos, iniciativas comunitarias, como la formación de asociaciones de propietarios y colectivos de pescadores, han trabajado para preservar el equilibrio entre desarrollo y conservación, promoviendo prácticas sostenibles y protegiendo los recursos naturales de El Mogote.

## Paraíso del Mar
El Mogote alberga Paraíso del Mar, un desarrollo turístico ubicado en la parte oriental de la península. Iniciado en 2005, el proyecto fue diseñado para incluir más de 3,000 casas y condominios, dos campos de golf, un puerto deportivo, una plaza principal y diversas comodidades. Sin embargo, su construcción avanzó a pesar de las preocupaciones sobre el posible impacto ambiental en la ecología de la península y las aguas circundantes.
En agosto de 2011, el desarrollador Luis Raymundo Cano Hernández abandonó el proyecto. Un año después, en octubre de 2012, dejó de operar el campo de golf. Para 2014, el nuevo propietario del desarrollo se encontraba en búsqueda de un comprador.

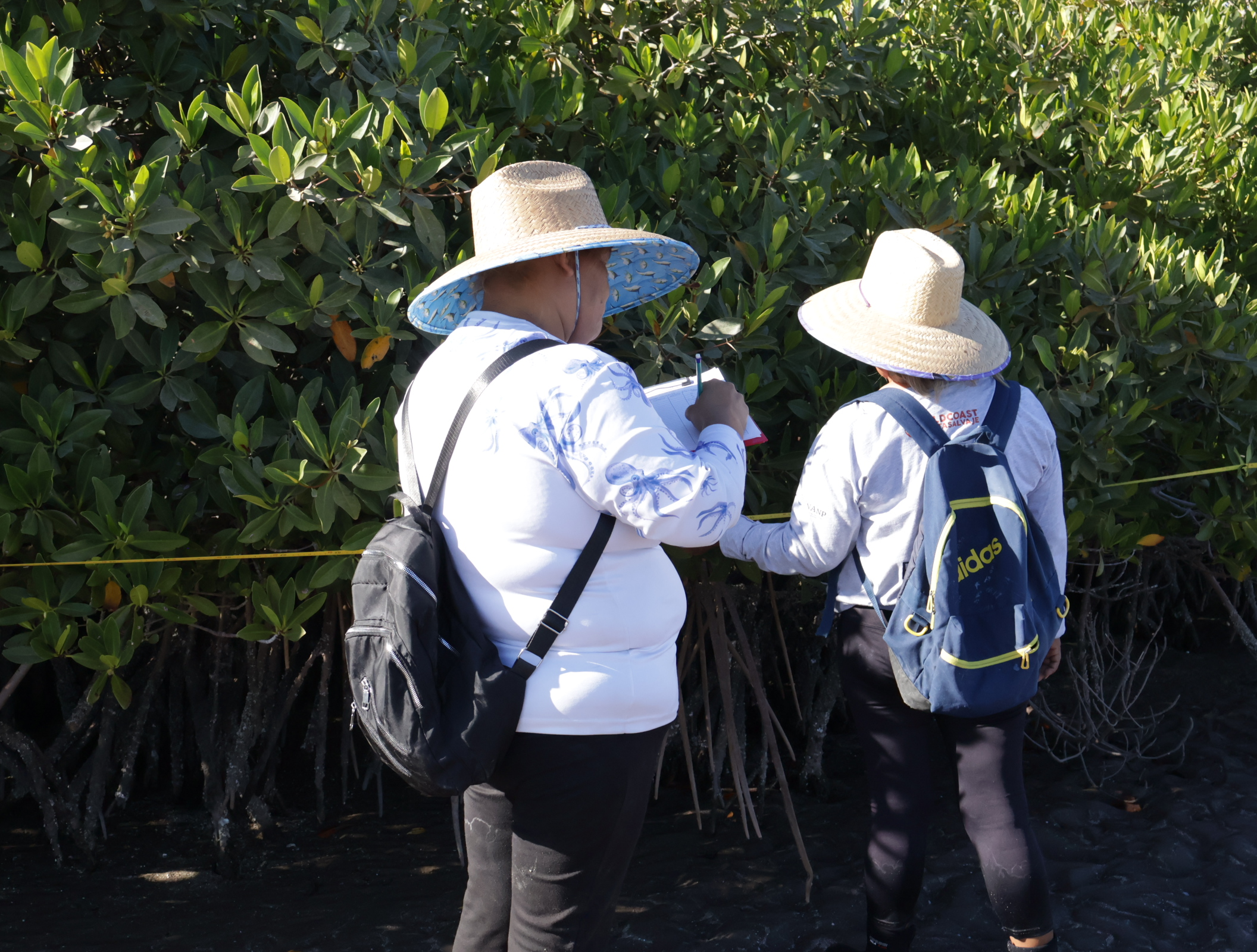
Las Guardianas del Conchalito durante una jornada de monitoreo en los manglares de El Mogote.

Aproximadamente 170 propietarios han formado una asociación de propietarios para gestionar la propiedad. Actualmente, hay 91 casas construidas y 120 unidades de condominios. El campo de golf, operado por la Asociación de Propietarios, sigue en funcionamiento y está abierto al público bajo el nombre "The Golf Club at El Mogote". El suministro de agua potable proviene de una planta desalinizadora.
El desarrollo cuenta con dos vías de acceso: un camino de tierra y un ferry programado que parte desde el malecón de La Paz.
Algunas áreas del desarrollo, que quedaron incompletas, han sido calificadas como visualmente deterioradas. En 2013, los tribunales federales de México declararon el proyecto ilegal y ordenaron la suspensión de cualquier desarrollo futuro.